# Canavalia pubescens
Canavalia pubescens, thường được biết đến với tên ʻĀwikiwiki or Lavafield Jack-bean, là một loài thực vật có hoa in the legume family, Fabaceae, là loài đặc hữu của Hawaii.
Các môi trường sống tự nhiên của chúng là dry forests và low shrublands. It is threatened by habitat destruction, mainly due to introduced grazing mammals.

## Hình ảnh

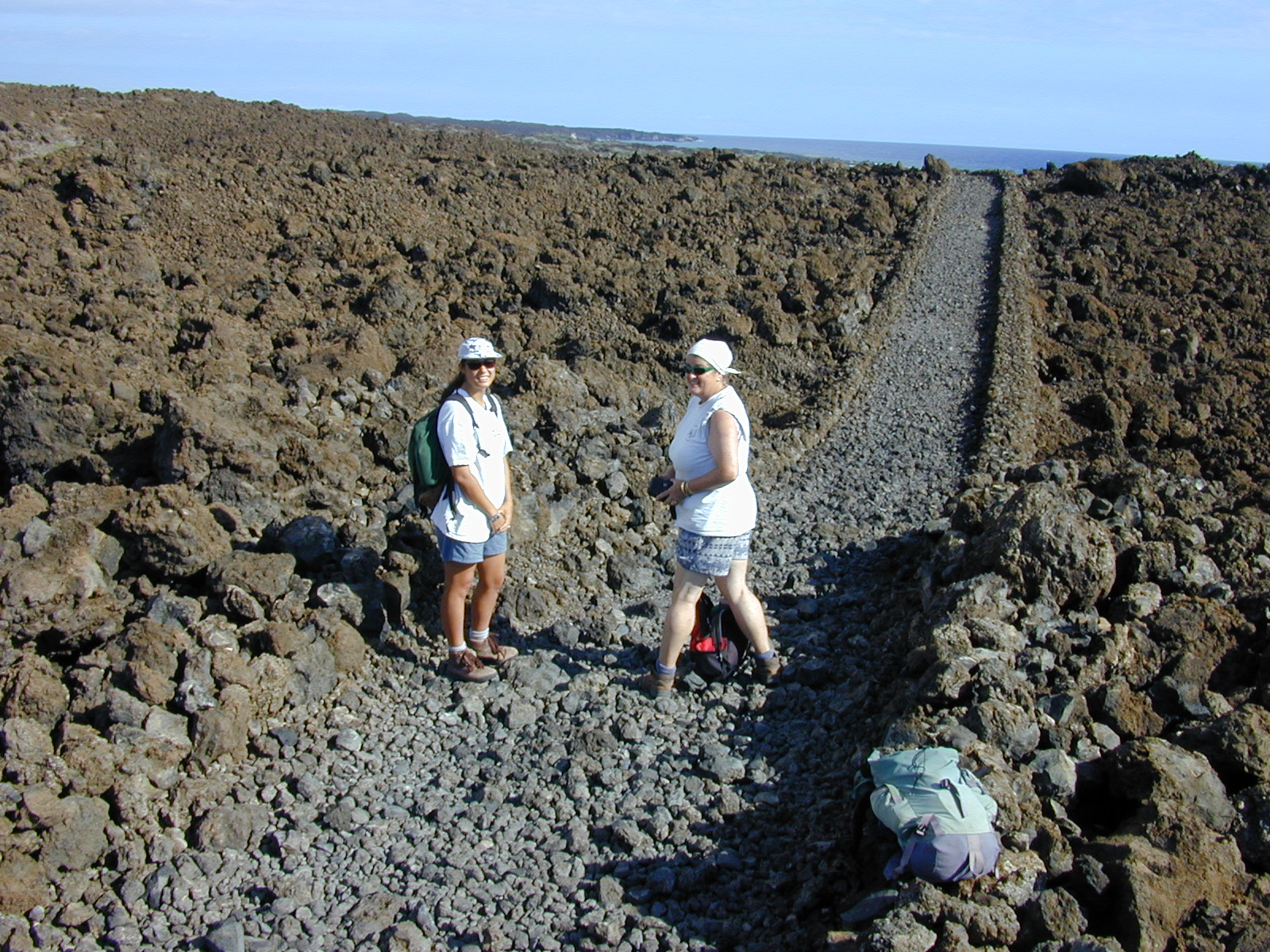
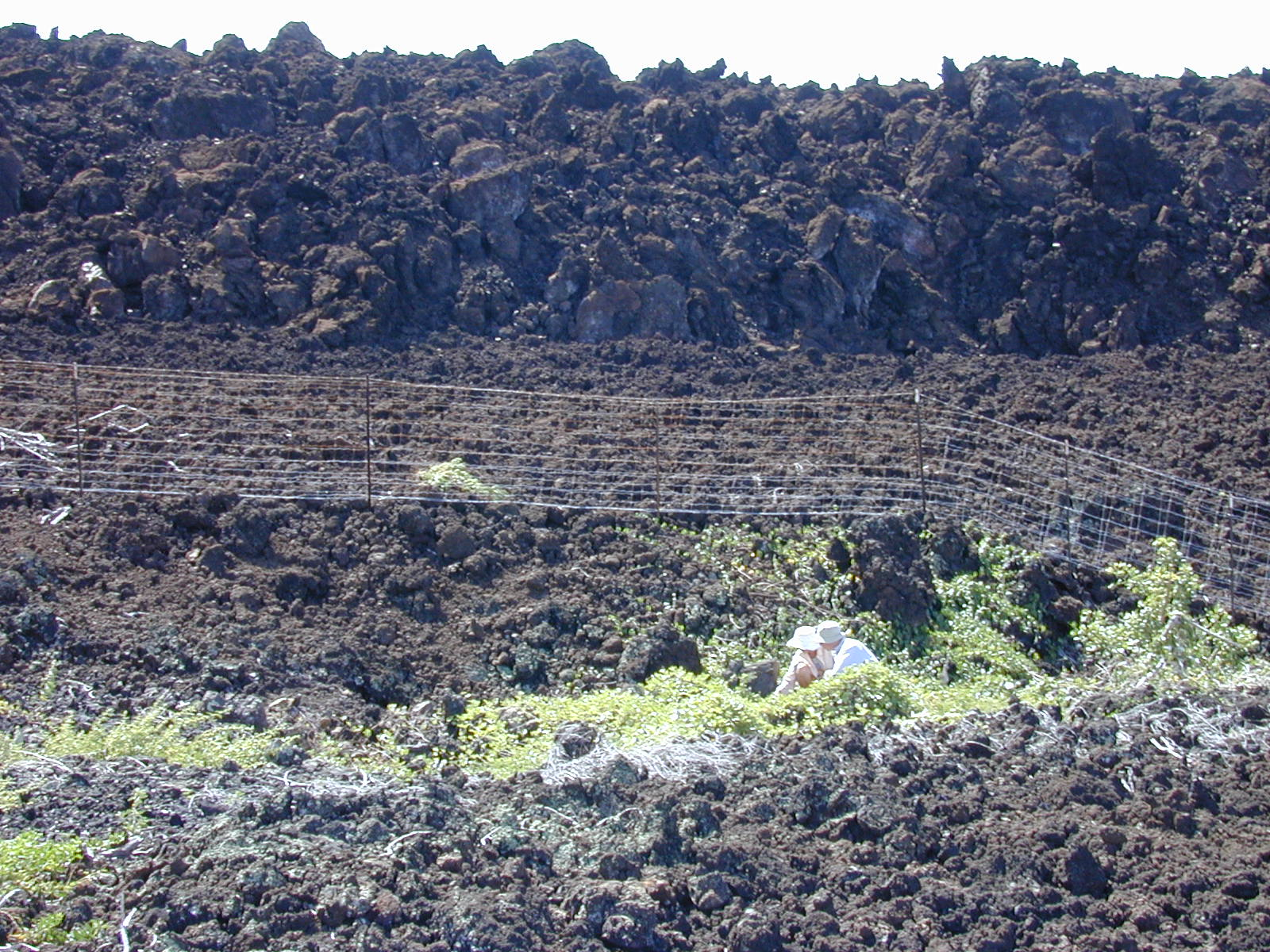
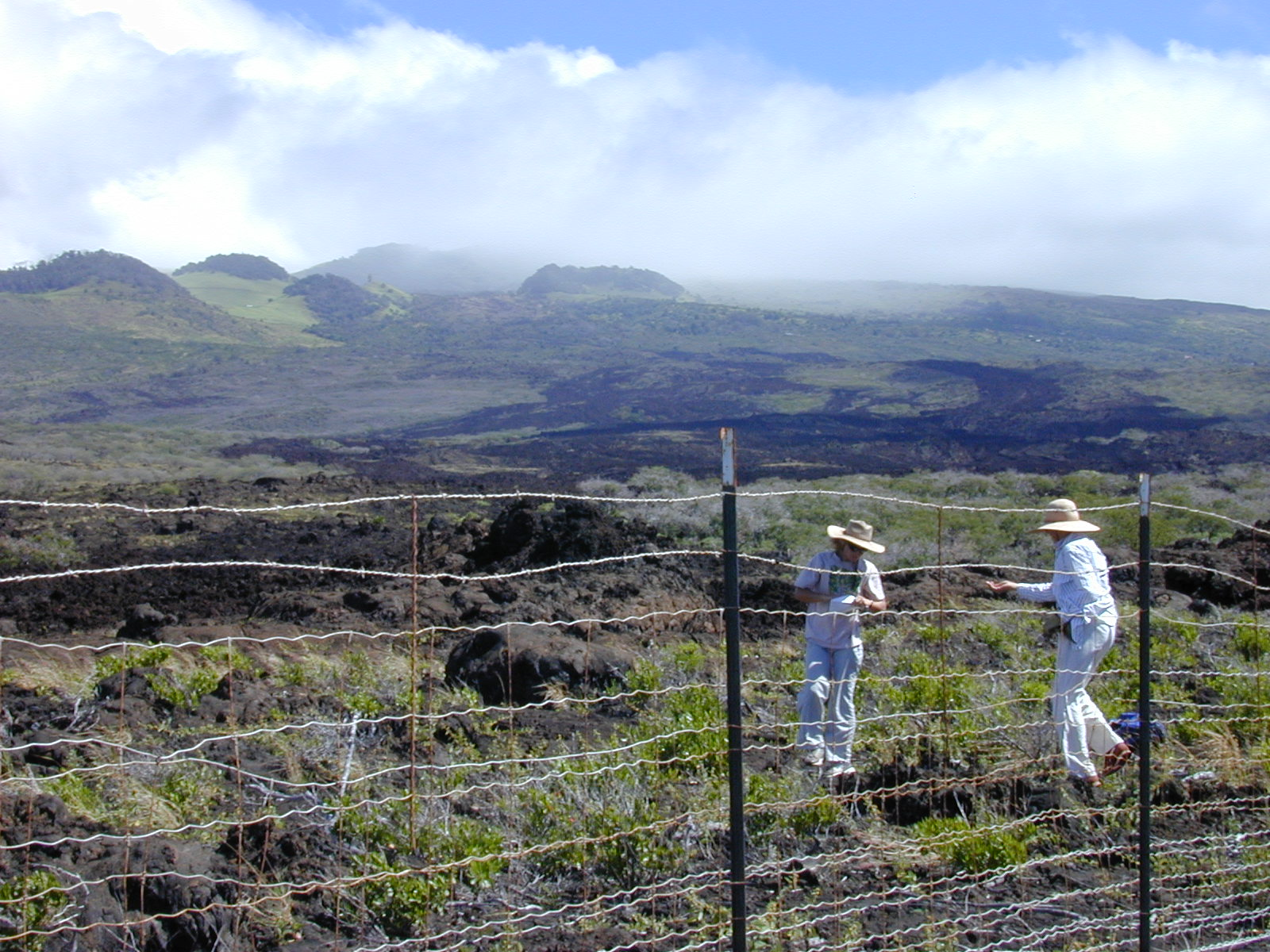
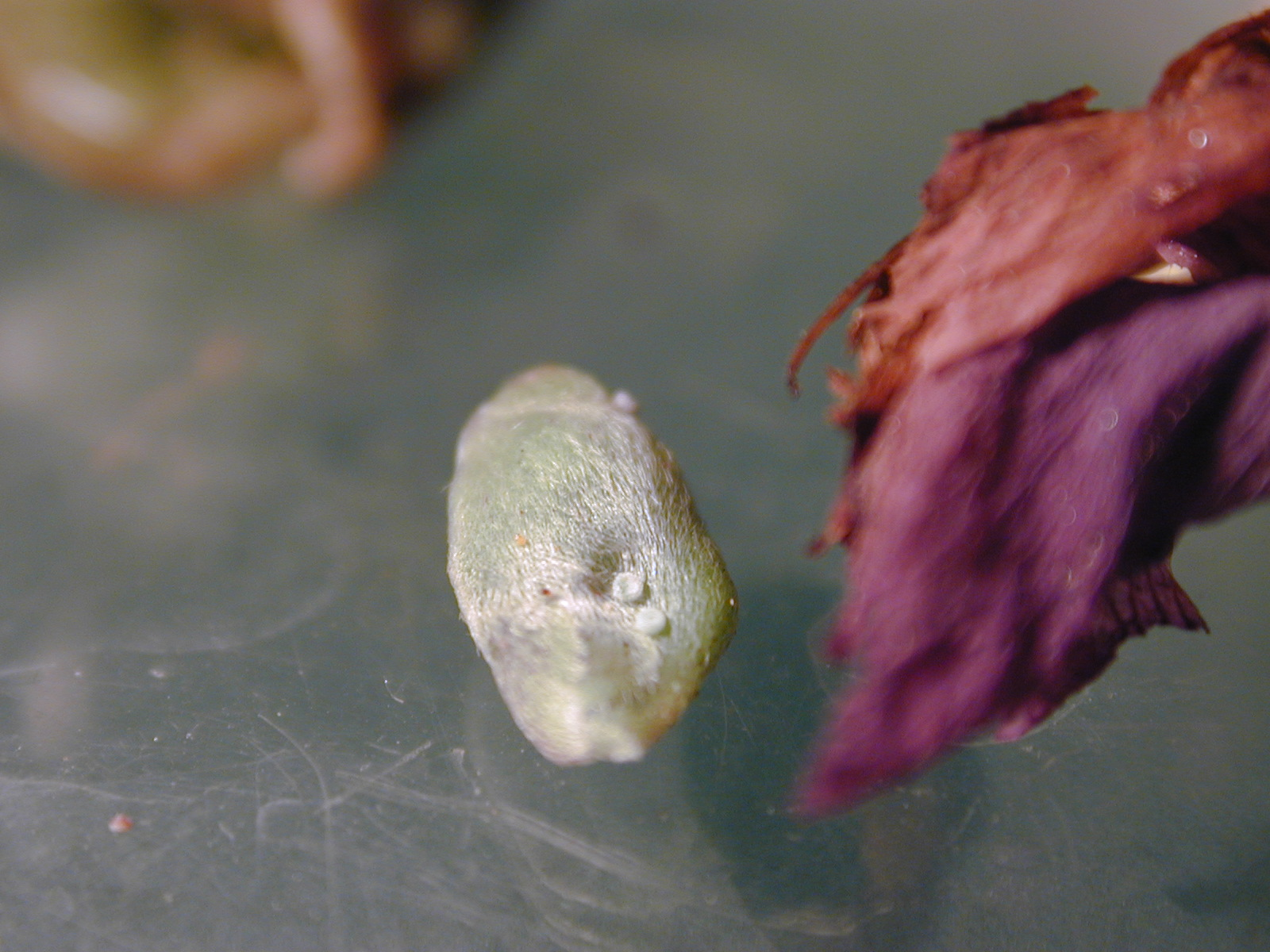